# Битва при Ле-Като
Битва при Ле-Като (26—27 августа 1914 года) — сражение на Западном фронте Первой мировой войны, часть Великого отступления войск Антанты.
Британский экспедиционный корпус отступал после сражения при Монсе, пытаясь закрепиться на новых рубежах. 1-я германская армия генерала фон Клюка обошла второй корпус британской армии под командованием генерала Смит-Дорриена. Будучи отрезанными от основных сил союзников рекой Уаза, британцы были вынуждены принять бой. В течение дня немцы потеснили их на флангах. Однако попытка фон Клюка окружить англичан с запада не удалась: немецкие корпуса, отправленные для осуществления обходного манёвра были встречены французской кавалерией, заранее отправленной туда для поддержки левого фланга британцев. Под прикрытием наступившей ночи оборонявшиеся отошли к Сен-Кантену, оторвавшись от германских войск.